# Hellmich Miksa
Hellmich Miksa, Hellmich Miksa Rudolf Richárd (Budapest, 1881. május 24. – ?) magyar olimpikon, az  atlétika 100 m-es síkfutás sportágában helyezetlen lett.

## Sportegyesülete
Az Óbudai Torna Egylet (ÓTE) sportegyesület színeiben versenyzett.

## Magyar atlétikai bajnokság
- A 7., az 1902-es magyar atlétikai bajnokságon 100 yardos síkfutásban (10,5 sec), illetve 440 yardos síkfutásban (55,8 sec) aranyérmes .
- A 11., az 1906-os magyar atlétikai bajnokságon 100 yardos síkfutásban aranyérmes (11 sec).
- A 12., az 1907-es magyar atlétikai bajnokságon 100 yardos síkfutásban aranyérmes (10,6 sec).

### 2007-ig a magyar
- 110 yardos, illetve 100 méteres síkfutás örök-ranglistáján 6 társával együtt a 10. helyen, 3-szor lett magyar bajnok.
- 440 yardos, illetve 400  méteres síkfutás örök-ranglistáján 22 társával együtt a 7. helyen, egyszer lett magyar bajnok.

### Legjobb eredménye
1900-ban 100 m-es síkfutásban 11 sec.

### Olimpiai játékok
1906. évi nyári olimpiai játékok atlétikai sportágában, a 100 m-es síkfutásban indult, helyezetlen lett.

## Külső hivatkozások
- Hellmich Miksa. arakatletika.hu. [2016. március 4-i dátummal az eredetiből archiválva]. (Hozzáférés: 2015. szeptember 7.)
- Hellmich Miksa. (Hozzáférés: 2015. szeptember 7.)
- Hellmich Miksa. kerszoft.hu. (Hozzáférés: 2015. szeptember 7.)
- Hellmich Miksa. .sportmuzeum.hu. [2016. március 6-i dátummal az eredetiből archiválva]. (Hozzáférés: 2015. szeptember 7.)

1. ↑  sports-reference.com (angol nyelven). (Hozzáférés: 2017. október 9.)